# Özcan Deniz
Özcan Deniz, född 19 maj 1972 i Yenidoğan i Ankara är en turkisk musiker och skådespelare med kurdisk härkomst. Han har bland annat medverkat i serien Samanyolu.